# 冨澤十万喜
冨澤 十万喜（とみざわ とまき、1981年7月22日 - )は、日本の俳優、脚本家、演出家 プロデューサー。
エンターテイメントプロデュースユニット　BIG MOUTH CHICKEN 主宰。自身のプロジェクト 天華楽喜 project 代表。ファッションブランド born to be HAPPY 代表。HIT株式会社 取締役。

## 来歴
幼少より役者を志すが、一般社会人としての感覚を養う為、大学を卒業後、企業へ就職。営業で社内トップの成績を収め、役者の道へと入る。
2006年劇団スーパー・エキセントリック・シアター研究所に入所。卒業後、映画、ドラマ、舞台などで活躍。
2011年から自身主宰のBIG MOUTH CHICKENにおいて脚本や演出も手掛け、近年では、外部での脚本・演出に加え、映画の脚本、監督、ファッションショーの演出、イベントのショーケースのプロデュース等でも活躍している。 
2020年から冨澤十万喜プロデュース団体【天華楽喜】を開始。ファッションブランド【born to be HAPPY！】を立ち上げるなど、他にもアクション振付、始動、インストラクターとしても評価が高い。
『エンターテイメントで世界を変える』をモットーに行動している。

## 出演作品

### 舞台
- Office XYZ「里見八犬伝」(2004年6月)
- RIBERTA 「如人草」(2004年12月)
- OfficeXYZ 「水戸黄門」(2005年3月)
- SET研究所卒業公演 「TIME」(2007年2月)
- Dramatic theater RARA★ 「エンドレス」(2007年6月)
- Dramatic theater RARA★ 「Mist」(2008年2月)
- 中島部屋 「ミルクレープのおいしい食べ方」(2009年2月)
- OfficeXYZ「不都合な珍実〜若きテロリストの独り言」（2009年8月、主演）
- グワイニャオン＆マッチョドラゴン「お〜い!竜馬」（2009年11月、沖田総司）
- 劇団ガソリーナ「ひみつのアッコちゃん」(2009年7月)
- 劇団レッドフェイス「爾汝の社」(2010年1月)
- AND ENDLESS「枯れる山ぁ のたりのたりと まほろばよあぁ悲しかろ　あぁ咲かしたろ」(2010年7月)
- 劇団レッドフェイス「爾汝の社・飛来」(2011年1月)
- 六本木VANITYLOUNGE✕RED FACE 「爾汝の社・飛来アンコール公演」(2011年2月)
- 劇団レッドフェイス「呑象ーDONSYOー長州藩士編」(2011年4月)
- 劇団レッドフェイス「呑象ーDONSYOー長州藩士&坂本龍馬編」(2011年5月)
- 劇団レッドフェイス「呑象ーDONSYOー長州藩士編」（2011年11月、大坂公演再演）
- 玉井企画特別公演「翔」(2011年11月)

- BIG MOUTH CHICKEN 十万喜座「INNOCENT GUILT〜きっと、あなたの心にも〜」(2012年5月、演出・脚本・出演）＠ d -倉庫
- BIG MOUTH CHICKEN 三井座「SHUKKE!?」(2012年7月)＠新宿雑遊
- BIG MOUTH CHICKEN 本公演「DREAMERS SMILE〜勝者が正義であり敗者が悪になるものである。それは歴史が証明している〜」(2013年6月、演出・脚本・出演)＠武蔵野芸能劇場
- BIG MOUTH CHICKEN challenge act「リバースヒストリカ」(2014年1月)＠サンモールスタジオ
- BIG MOUTH CHICKEN 本公演「NEVER SAY NEVER and...〜月が綺麗だから〜」(2014年7月、演出・脚本・出演)＠築地ブディストホール
- BIG MOUTH CHICKEN 三井座2回目「ここにいる!?」（2015年1月）＠中野MOMO
- BIG MOUTH CHICKEN 本公演「heavenly drop〜全ては物語〜」（2015年4月、演出・脚本・出演）＠築地ブディストホール
- BIG MOUTH CHICKEN challenge act「Leo of hearT〜怪盗レグルスからの予告状〜」（2015年7月、演出・脚本・出演）＠中目黒ウッディーシアター
- BIG MOUTH CHICKEN challenge act「マダムスパイダー」ミュージカル（2015年12月、演出・出演）＠明石スタジオ
- BIG MOUTH CHICKEN challenge act「Ironic process theory〜それを永遠と呼ぶ〜」（2016年4月、演出・脚本・出演）＠築地ブディストホール
- BIG MOUTH CHICKEN 本公演「NOBILITY INCENSE 〜華を彩った悲しい毒〜」&「Braggart cards 〜乱れ咲き誇る〜」（2017年2月、演出・脚本・出演）＠テアトルBONBON
- やめちまえカンパニー「雨降ってジ・エンド」（2017年5月）＠赤坂chanceスタジオ
- 劇団前方公演墳「レプリカベロニカ マークⅡ」（2017年6月、アクションコーディネート・出演）＠下北沢B1
- BIG MOUTH CHICKEN 本公演「blank of WALTZ〜4つの内、1つは空白〜」&「no melody BOLERO〜人間の中には2つのメロディーが流れている。〜」（2017年12月、演出・脚本・出演）＠中野ザ・ポケット
- BIG MOUTH CHICKEN 本公演 「-虹梅- Braggart cards　〜乱れ咲き誇る〜」（2018年12月、演出・脚本・出演）＠新宿村LIVE
- コルバタ十万喜組 「INNOCENT GUILT」（2019年1月、演出・脚本）＠新宿スターフィールド
- コルバタ十万喜組 「PEACH MAN!?」（2019年8月、演出・脚本）＠新宿スターフィールド
- コルバタ志田組「改札前でアナタを拾いました」（2019年9月、アクション振付）＠新宿スターフィールド
- 天華楽喜「Leo of hearT 〜怪盗レグルスからの予告状〜」（2020年3月。演出・脚本・ゲスト出演）＠新宿スターフィールド
- BIG MOUTH CHICKEN 本公演 「faked UNDERDOG-神書華吹-」（2020年8月、演出・脚本・出演）＠吉祥寺シアター　※中止
- プロジェクト11「ノルマ」（2020年9月、演出・脚色・出演）＠新宿スターフィールド
- OZ企画 「HEAVENLY DROP」（2021年3月、演出・脚本・出演）＠シアターグリーンBIG TREE THEATER　※中止
- コルバタ十万喜組 「PEEKABOO CATHARSIS」（2021年3月、演出・脚本）＠新宿シアターブラッツ
- THE REDFACE 「高島嘉右衛門列伝〜横濱之龍神〜」（2021年10月、出演）＠関内ホール
- THE REDFACE 「高島嘉右衛門列伝〜横濱之龍神〜見龍編」（2022年1月、出演）＠関内ホール
- BIG MOUTH CHICKEN 0からやり直します　本公演【remake WORLD】（2022年 6月）＠築地本願寺ブディストホール
- THE REDFACE 「高島嘉右衛門列伝〜横濱之龍神〜総集編 上」（2022年1月、出演）＠関内ホール
- I♡JET企画 「GO,JET!GO!GO! vol.1」（2022年3月 出演）
- 友池創作「犬の刺客」（2023年8月 主演）
- 友池創作「ヤミイチ」（2023年11月 主演）
- I♡JET企画 「GO,JET!GO!GO! vol.2〜浮気なJETのパレットキャット〜」（2024年1月 出演）
- SHEDDING vol.2  「ぼくの右腕」（2024年7月 主演）
- 劇団Peek-a-Boo 第22回公演  「11月15日の夜空に」（2024年10月 主演）
- 天華楽喜vol.4「PEEKABOO CATHARSIS」（2024年11月　演出・脚本・ゲスト出演）
- 天華楽喜vol.5「Leo of hearT 〜怪盗レグルスからの予告状〜」（2025年8月　演出・脚本・ゲスト出演）

### 映画
- 「監督バンザイ！」(北野武監督)
- 「ヒートアイランド」（片山修監督）
- 「SUKIYAKI WESTAN DJANGO」[人牛役](三池崇監督)
- 「剣 TSURUGI / T S U R U G I：THE FUTURE SWORDSMAN」(中田圭監督)
- 「クールガールズ」[鈴木役](中田圭監督)
- 「真木栗の穴」[コンビニ店員役](深川栄洋監督)
- 「拳〜FIST〜」[c3役](中田圭監督作品)
- 「ONE WAY」[藤本役](中井庸友監督作品)
- 「MR.MINETA」[主演](堀口達哉監督作品)
- 「DARK IN DARK」(吉富大倫監督作品)
- 「そのまた先に」(堀口達哉監督作品)
- 「usual colors」[監督・脚本・鈴木役]
- 「セッケン」（活野創監督作品）
- 「アイドル三国志BATTLE」（アクション監督）
- 「かざはな」［鈴木店長役］（今野悠夫監督作品）

### イベント
- Skynote〜輝き〜「三日天下の男…改め...三秒天下の男」(2012年6月、演出・脚本）
- Skynote〜輝き〜「オロチ」(2012年11月、演出）
- 銀座なのに映画料金で舞台が観れるらしいよ！えっ！マジで!?略して銀マジ!?vol.1

「Combination of God」(2013年3月、演出・脚本)
- 銀座なのに映画料金で舞台が観れるらしいよ！えっ！マジで1?略して銀マジ!?vol.2

「DE AD or ALIVE」(2013年6月)
- 銀座なのに映画料金で舞台が観れるらしいよ！えっ！マジで!?略して銀マジ!?vol.3

「世界は愛で溢れている」(2013年9月、演出・脚本)
- BIG MOUTH CHICKEN2周年イベント『喜・伸・剛・創』

「探偵は推理する」(2013年12月)
- 銀座なのに映画料金で舞台が見れると思ったら今度は下北らしーよ！えっマジで!?略して『銀マジ!?』vol.4「虹の詩」（2014年11月、演出・脚本・出演）
- もうすぐ5周年イベント【BIG MOUTH CHICKEN祭〜冨澤主宰辞めるってよ〜】「GOLD RAIN」＆「刀折れて矢尽きる」（2016年7月、総合演出・脚本・出演）
- 企業イベント「異邦人」（2019年2月　脚本・演出・出演）
- BIG MOUTH CHICKENイベント『裏start』(2025年７月　プロデュース・出演)

## 脚本・演出作品

### 舞台
- BIG MOUTH CHICKEN 十万喜座「INNOCENT GUILT〜きっと、あなたの心にも〜」(2012年5月、演出・脚本・出演）＠ d -倉庫
- BIG MOUTH CHICKEN 本公演「DREAMERS SMILE〜勝者が正義であり敗者が悪になるものである。それは歴史が証明している〜」(2013年6月、演出・脚本・出演)＠武蔵野芸能劇場
- BIG MOUTH CHICKEN 本公演「NEVER SAY NEVER and…〜月が綺麗だから〜」(2014年7月、演出・脚本・出演)＠築地ブディストホール
- BIG MOUTH CHICKEN 本公演「heavenly drop〜全ては物語〜」（2015年4月、演出・脚本・出演）＠築地ブディストホール
- BIG MOUTH CHICKEN challenge act「Leo of hearT〜怪盗レグルスからの予告状〜」（2015年7月、演出・脚本・出演）＠中目黒ウッディーシアター
- BIG MOUTH CHICKEN challenge act「マダムスパイダー」ミュージカル（2015年12月、演出・出演）＠明石スタジオ
- BIG MOUTH CHICKEN challenge act「Ironic process theory〜それを永遠と呼ぶ〜」（2016年4月、演出・脚本・出演）＠築地ブディストホール
- Area31「psSSworD」（2016年9月、脚本）
- BIG MOUTH CHICKEN 本公演「NOBILITY INCENSE 〜華を彩った悲しい毒〜」&「Braggart cards 〜乱れ咲き誇る〜」（2017年2月、演出・脚本・出演）＠テアトルBONBON
- BIG MOUTH CHICKEN 本公演「blank of WALTZ〜4つの内、1つは空白〜」&「no melody BOLERO〜人間の中には2つのメロディーが流れている。〜」（2017年12月、演出・脚本・出演）@ザ・ポケット
- BIG MOUTH CHICKEN 本公演　「-虹梅- Braggart cards　〜乱れ咲き誇る〜」（2018年12月、演出・脚本・出演）＠新宿村LIVE
- コルバタ十万喜組 「INNOCENT GUILT〜きっと、あなたの心にも〜」（2019年1月、演出・脚本）＠新宿スターフィールド
- コルバタ十万喜組 「PEACH MAN!?」（2019年8月、演出・脚本）＠新宿スターフィールド
- 天華楽喜「Leo of hearT 〜怪盗レグルスからの予告状〜」（2020年3月、演出・脚本・ゲスト出演）＠新宿スターフィールド
- BIG MOUTH CHICKEN 本公演　「faked UNDERDOG-神書華吹-」（2020年8月、演出・脚本・出演）※中止　＠吉祥寺シアター
- プロジェクト1「ノルマ」（2020年9月、演出・脚色・出演）＠新宿スターフィールド
- OZ企画　「HEAVENLY DROP」（2021年3月、演出・脚本）※中止　＠シアターグリーンBIG TREE THEATER
- コルバタ十万喜組 「PEEKABOO CATHARSIS」（2021年3月、演出・脚本）＠新宿シアターブラッツ
- BIG MOUTH CHICKEN ０からやり直します　本公演【remake WORLD】（2022年 6月）＠築地本願寺ブディストホール
- コルバタ十万喜組 「anagram DOLL」（2022年10月、演出・脚本）＠新宿シアターブラッツ
- 天華楽喜vol.2「-香梅- Braggart cards　〜乱れ咲き誇る〜」（2023年9月、演出・脚本）＠新宿スターフィールド
- 天華楽喜vol.3「天満月、櫻吹雪いて朧月夜」（2024年4月　演出・脚本）＠シアターブラッツ
- 天華楽喜vol.4「PEEKABOO CATHARSIS」（2024年11月　演出・脚本・ゲスト出演）＠上野ストアハウス
- 天華楽喜vol.5「Leo of hearT 〜怪盗レグルスからの予告状〜」（2025年8月　演出・脚本・ゲスト出演）＠シアターブラッツ

### 映画
- 「usual colors」（監督・脚本・出演）

### イベント
- Skynote〜輝き〜「三日天下の男…改め…三秒天下の男」(2012年6月、演出・脚本）
- 銀座なのに映画料金で舞台が観れるらしいよ！えっ！マジで!?略して銀マジ1?vol.1「Combination of God」(2013年3月、演出・脚本）
- 銀座なのに映画料金で舞台が観れるらしいよ！えっ！マジで!?略して銀マジ!?vol.3「世界は愛で溢れている」（2013年9月、演出・脚本）
- 銀座なのに映画料金で舞台が見れると思ったら今度は下北らしーよ！えっマジで!?略して『銀マジ!?』vol.4「虹の詩」（2014年11月、演出・脚本・出演）
- もうすぐ５周年イベント【BIG MOUTH CHICKEN祭〜冨澤主宰辞めるってよ〜】「GOLD RAIN」&「刀折れて矢尽きる」（2016年7月、総合演出・脚本・出演）
- 企業イベント「異邦人」（2019年2月、脚本・演出・出演）